# Impfdiplomatie

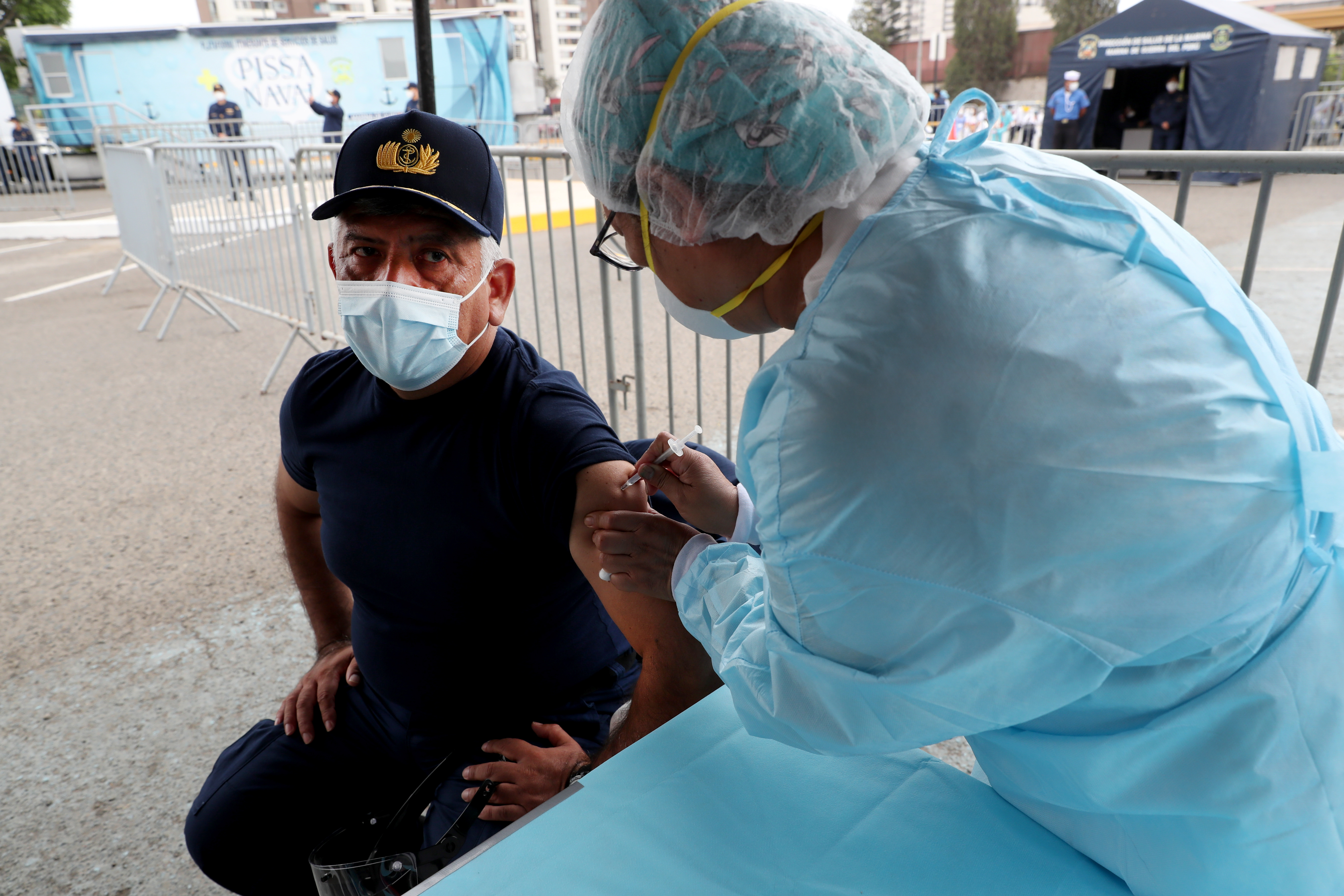
Einsatz des SARS-CoV-2-Impfstoffes des chinesischen Herstellers Sinopharm Group in Peru

Impfdiplomatie oder Impfstoffdiplomatie sind Schlagworte, mit denen in der Presse und anderen Massenmedien der Einsatz von Impfstoffen, um die diplomatischen Beziehungen und den Einfluss eines Landes auf andere Länder zu stärken, bezeichnet werden.

## Begriffsgeschichte
Der Begriff Impfstoffdiplomatie wurde im Rahmen der COVID-19-Pandemie zum ersten Mal in der US-amerikanischen Zeitung Wall Street Journal im August 2020 erwähnt. Der Autor führte im Artikel aus, dass die Volksrepublik China ihre hergestellten Impfstoffe zu geopolitischen Zwecken missbrauche. Seitdem wurde öfter die Verteilung von Impfstoffen an verbündete Staaten als Impfstoffdiplomatie bezeichnet.

## Beispiele
In Europa lieferte die Volksrepublik China bis Ende Februar 2021 Impfstoff des Herstellers Sinopharm an Länder wie Ungarn, Serbien und Belarus. Ungarn bestellte damit außerhalb der EU-Impfstoffbeschaffung Vakzine aus China. Ungarn bestellte außerdem das Vakzin Sputnik V aus Russland, obwohl diese in der EU mit Stand Februar 2021 nicht zugelassen sind. Ungarn verteidigt die Bestellungen mit dem Argument, dass es aktuell gerade an anderen Impfstoffen fehle.
Im März 2021 wurde bekannt, dass San Marino das russische Vakzin Sputnik V einsetzen möchte. Der Russland-Experte Pellicciari von der Universität Urbino bezeichnete das Vakzin als "trojanisches Pferd".
Ein weiteres Beispiel für Impfstoffdiplomatie ist das Angebot Chinas, dem IOC Impfdosen für Athletinnen und Athleten der Olympischen und Paralympischen Spiele in Tokio und Peking zur Verfügung zu stellen.